# Purunagarh
Purunagada hay Purnagarh là địa phương cực đông của Jeypore ở Odisha, Ấn Độ. Đây là một địa điểm có ý nghĩa lịch sử vì nó từng là pháo đài chính của Maharajas của Jeypore. 
Nó được xây dựng bởi Maharaja Vir Vikram Dev sau khi ông chuyển thủ đô của vương quốc mình từ Nandapur đến Jeypore. 
Trong thời hiện đại, nơi này được biết đến với vô số ngôi đền cổ được xây dựng bởi các vị vua đầu tiên.

## Tài Liệu Tham Khảo
1. ↑  "History | Koraput District, Government Of Odisha | India" (bằng tiếng Anh). Truy cập ngày 20 tháng 5 năm 2021.